# 4546 Franck
4546 Franck је астероид главног астероидног појаса чија средња удаљеност од Сунца износи 2,357 астрономских јединица (АЈ).
Апсолутна магнитуда астероида је 13,6.